# Thismia kobensis
Thismia kobensis — вид рослин родини Burmanniaceae, ендемік Японії. Thismia kobensis близька до Т. huangii з Тайваню, але відрізняється тим, що має гексагональну призматичну трубку оцвітини, білі листочки оцвітини і вільні тичинки.

## Опис
Наземна, мікогетеротрофна трава. Корені повзучі, червоподібні, розгалужені, ≈1 мм в діаметрі, білуваті, коли молоді, світло-коричневі, коли старі. Стебло прямостійне, ≈1 мм довжиною. Листки гладкі, білуваті, лускоподібні, від вузько-трикутних до яйцеподібних, 1.0–5.0 × 0.4–3.0 мм, верхівки від тупих до гострих; найбільше листя трохи нижче квітки. Приквітки білі, схожі на верхні листки. Квітка поодинока, майже сидяча, запушена. Оцвітина радіально симетрична, з 6 листочками оцвітини, зрощеними для формування базальної трубки оцвітини. Трубка оцвітини біла, 8 × 3–7 мм. Внутрішні листочки оцвітини 3, більші, ніж зовнішні листочки оцвітини, білі, ≈5.4 × 1.1–1.3 мм, вигнуті всередину дистально, вершини загострені; зовнішні листочки оцвітини 3, білі, 4 × 1 мм, вершини загострені. Тичинки 6, вільні один від одного, ≈0.6 × 0.1 мм. Зав'язь чашоподібна, 2,5 × 1.5 мм.

## Поширення
Японія (поки що рослина відома лише з типової місцевості). Зразки були зібрані у вторинному лісі, де переважали Quercus serrata і Q. glauca 10 червня 1992 року. Хоча інтенсивні дослідження проводилися з 1992 по 1999 рік, не було виявлено додаткових рослин T. kobensis. У 1999 році ця територія була повністю зруйнована під час будівництво промислового комплексу. Попередньо таксон вважається вимерлим, хоча потрібні подальші зусилля для виявлення додаткових особин